# Le Bailleul
Le Bailleul és un municipi francès situat al departament del Sarthe i a la regió de País del Loira. L'any 2007 tenia 1.138 habitants.

## Demografia

### Població
El 2007 la població de fet de Le Bailleul era de 1.138 persones. Hi havia 425 famílies de les quals 84 eren unipersonals (42 homes vivint sols i 42 dones vivint soles), 122 parelles sense fills, 181 parelles amb fills i 38 famílies monoparentals amb fills.
La població ha evolucionat segons el següent gràfic:
Habitants censats

### Habitatges
El 2007 hi havia 481 habitatges, 429 eren l'habitatge principal de la família, 34 eren segones residències i 18 estaven desocupats. 466 eren cases i 13 eren apartaments. Dels 429 habitatges principals, 295 estaven ocupats pels seus propietaris, 131 estaven llogats i ocupats pels llogaters i 3 estaven cedits a títol gratuït; 1 tenia una cambra, 16 en tenien dues, 64 en tenien tres, 131 en tenien quatre i 217 en tenien cinc o més. 327 habitatges disposaven pel capbaix d'una plaça de pàrquing. A 179 habitatges hi havia un automòbil i a 226 n'hi havia dos o més.

### Piràmide de població
La piràmide de població per edats i sexe el 2009 era:
| Homes | Edats   | Dones |
| ----- | ------- | ----- |
| 0     | 95 o +  | 0     |
| 0     | 90 a 94 | 0     |
| 4     | 85 a 89 | 8     |
| 0     | 80 a 84 | 4     |
| 8     | 75 a 79 | 16    |
| 12    | 70 a 74 | 4     |
| 40    | 65 a 69 | 12    |
| 12    | 60 a 64 | 40    |
| 32    | 55 a 59 | 36    |
| 12    | 50 a 54 | 16    |
| 40    | 45 a 49 | 28    |
| 24    | 40 a 44 | 28    |
| 24    | 35 a 39 | 44    |
| 52    | 30 a 34 | 12    |
| 24    | 25 a 29 | 44    |
| 20    | 20 a 24 | 12    |
| 32    | 15 a 19 | 24    |
| 36    | 10 a 14 | 16    |
| 52    | 5 a 9   | 16    |
| 32    | 0 a 4   | 20    |

## Economia
El 2007 la població en edat de treballar era de 690 persones, 546 eren actives i 144 eren inactives. De les 546 persones actives 510 estaven ocupades (279 homes i 231 dones) i 36 estaven aturades (13 homes i 23 dones). De les 144 persones inactives 52 estaven jubilades, 45 estaven estudiant i 47 estaven classificades com a «altres inactius».

### Ingressos
El 2009 a Le Bailleul hi havia 443 unitats fiscals que integraven 1.137 persones, la mediana anual d'ingressos fiscals per persona era de 16.133 €.

### Activitats econòmiques
Dels 34 establiments que hi havia el 2007, 1 era d'una empresa extractiva, 1 d'una empresa alimentària, 3 d'empreses de fabricació d'altres productes industrials, 5 d'empreses de construcció, 7 d'empreses de comerç i reparació d'automòbils, 3 d'empreses de transport, 1 d'una empresa d'hostatgeria i restauració, 1 d'una empresa d'informació i comunicació, 2 d'empreses financeres, 3 d'empreses immobiliàries, 2 d'empreses de serveis, 2 d'entitats de l'administració pública i 3 d'empreses classificades com a «altres activitats de serveis».
Dels 7 establiments de servei als particulars que hi havia el 2009, 1 era una oficina de correu, 1 guixaire pintor, 2 lampisteries, 1 empresa de construcció, 1 perruqueria i 1 agència immobiliària.
Dels 5 establiments comercials que hi havia el 2009, 1 era una botiga de menys de 120 m², 1 una fleca, 1 una carnisseria, 1 una llibreria i 1 una floristeria.
L'any 2000 a Le Bailleul hi havia 36 explotacions agrícoles que ocupaven un total de 1.580 hectàrees.

## Equipaments sanitaris i escolars
El 2009 hi havia 1 hospital de tractaments de curta durada, 1 hospital de tractaments de mitja durada (seguiment i rehabilitació), 1 centre d'urgències i 1 maternitat.
El 2009 hi havia una escola elemental.

## Poblacions més properes
El següent diagrama mostra les poblacions més properes.